# Saratoga Trunk
Satatoga Trunk (Brasil: Mulher Exótica ) é um filme norte-americano de 1945, do gênero drama, dirigido por Sam Wood, com roteiro de Casey Robinson baseado no romance homônimo de Edna Ferber.

## Produção

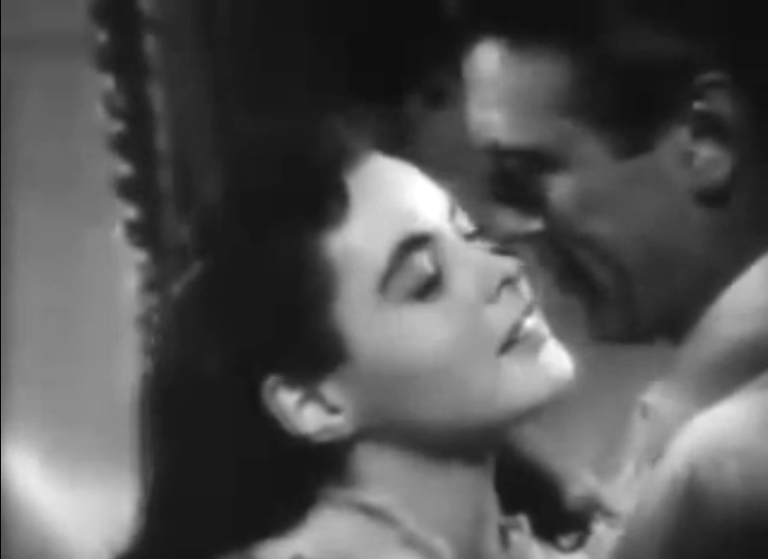
Gary Cooper e Ingrid Bergman em cena do trailer

Segundo parte da crítica, o par central foi mal escalado, a metragem é longa demais e o filme é lento e sem vida. Apesar disso, e graças ao carisma de Gary Cooper e Ingrid Bergman (deslocados ou não), Saratoga Trunk foi um grande sucesso popular.
As filmagens aconteceram em 1943, mesmo ano de For Whom the Bell Tolls, que também reuniu Cooper e Bergman. Pelos dois anos seguintes, no entanto, o filme foi exibido, primeiramente, para os soldados que serviam na Segunda Guerra. Somente em 1945 ele chegou ao espectador comum.

## Sinopse
Clio Dulaibne, uma "crioula da Luisiana", filha ilegítima de um aristocrata branco de Nova Orleans e uma mulher negra, retorna de Paris na década de 1890. Ela se envolve com um jogador, o Coronel Clint Maroon, enquanto prepara a vingança contra os maus tratos que a família rica de seu pai infligiu a sua mãe.

## Premiações
| Patrocinador                                  | Prêmio                           | Categoria                               | Situação                     |
| --------------------------------------------- | -------------------------------- | --------------------------------------- | ---------------------------- |
| Academia de Artes e Ciências Cinematográficas | Oscar 1946                       | Melhor Atriz Coadjuvante (Flora Robson) | Indicado                     |
| Film Daily                                    | Dez Melhores Filmes de 1943/1944 |                                         | Escolhido[carece de fontes?] |

## Elenco
| Ator/Atriz     | Personagem               |
| -------------- | ------------------------ |
| Gary Cooper    | Coronel Clint Maroon     |
| Ingrid Bergman | Clio Dulaine             |
| Flora Robson   | Angelique Buiton         |
| Jerry Austin   | Cupidon                  |
| John Warburton | Bartholomew Van Steed    |
| Florence Bates | Sophie Bellop            |
| Curt Bois      | Augustin Haussy          |
| John Abbott    | Roscoe Bean              |
| Ethel Griffies | Clarissa Van Steed       |
| Maria Shelton  | Senhora Porcelain        |
| Helen Freeman  | Senhora Nicholas Dulaine |
| Sophie Huxley  | Charlotte Dulaine        |
| Fred Essler    | Begue                    |
| Louis Payne    | Raymond Soule            |
| Sarah Edwards  | Senhorita Diggs          |